# Dãy núi Great Dividing
Great Dividing Range, Cao nguyên Đông, là dãy núi lớn nhất của Úc và phạm vi đất liền dài thứ ba trên thế giới. Dãy núi trải dài hơn 3.500 km (2.175 dặm) từ đảo Dauan ngoài khơi mũi phía Đông Bắc Queensland, chạy toàn bộ chiều dài của bờ biển phía đông thông qua New South Wales, sau đó vào Victoria và quay về phía tây, trước khi mờ dần vào vùng đồng bằng trung tâm tại Grampians ở miền tây tiểu bang Victoria. Chiều rộng của dãy núi vi dao động từ khoảng 160 km (100 mi) đến hơn 300 km (190 dặm).
Sự gia tăng rõ rệt giữa các vùng đất thấp ven biển và vùng núi phía đông đã ảnh hưởng đến khí hậu của Australia, chủ yếu là do lượng mưa địa hình, và các khu vực chênh lệch cao nhất đã tạo ra một xứ có các hẻm núi ấn tượng. 